# 街道をゆく
『街道をゆく』（かいどうをゆく）は、司馬遼太郎による紀行文集。朝日新聞社（現・朝日新聞出版）で刊行し、朝日文庫で再刊された（電子書籍版も刊行）。
1971年（昭和46年）、作者47歳の時に「週刊朝日」にて読み切りによる連載を開始し、1996年（平成8年）2月の作者逝去により、43冊目の「濃尾参州記」が絶筆（未完）となった。

## 特徴
表題の通り街道・みち、すなわち交通路に着目し、著者独自の視点でその国の歴史・地理・人物について考察している。歴史紀行エッセイの代表作である。
題字は棟方志功（版画家）が、昭和期刊行の装丁は芹沢銈介が担当した（各・民藝運動で著名な工芸作家）。他に『司馬遼太郎全集』（文藝春秋）では全14巻分（生前の刊は第47・48・49巻、没後の刊は第55 - 65巻）である。
司馬は四半世紀で、日本各地のみならず、アイルランド・オランダ・アメリカ・モンゴル・中国・韓国・台湾なども歴訪した。
1984年刊の「南蛮のみちI」で第16回日本文学大賞を受賞。1994年刊の「台湾紀行」では、台湾問題に対し直截的な意見を述べた。当時の総統李登輝（司馬作品の愛読者でもある）とも対談（「場所の悲哀」、巻末に掲載）し、李が総統就任後初めて台湾の本土化政策に言及した際、司馬は両岸問題（中台関係）に対する中国側の姿勢を批判した。のちに対談の内容が明らかになると、中国及び台湾、日本、アメリカで大きな波紋を巻き起こした。
挿画は須田剋太（1971年1月から1990年2月）が、須田の没後は、1990年9月から1991年7月まで桑野博利（画家、1913-2008年）が、次いで1991年8月から1996年3月まで安野光雅が担当した。「オランダ紀行」では、須田が病気のため同行できなかったが、画家の病状に響くという配慮から代役を立てず、司馬自身によるスケッチが掲載されている。

## 作品リスト
単行本は2005年1月から2006年3月に、文庫版は2008年8月から2009年5月に新装改版。
| | |
| 単行本・文庫 1. 甲州街道、長州路ほか 2. 韓のくに紀行 3. 陸奥のみち、肥薩のみちほか 4. 郡上・白川街道、堺・紀州街道ほか 5. モンゴル紀行 6. 沖縄・先島への道 7. 大和・壺坂みちほか 8. 熊野・古座街道、種子島みちほか 9. 信州佐久平みちほか 10. 羽州街道・佐渡のみち 11. 肥前の諸街道 12. 十津川街道 13. 壱岐・対馬の道 14. 南伊予・西土佐の道 15. 北海道の諸道 16. 叡山の諸道 17. 島原半島、天草の諸道 18. 越前の諸道 19. 中国・江南のみち 20. 中国・蜀と雲南のみち 21. 神戸・横浜散歩、芸備の道 22. 南蛮のみちI 23. 南蛮のみちII 24. 近江散歩、奈良散歩 25. 中国・閩のみち 26. 嵯峨散歩、仙台・石巻 27. 因幡・伯耆のみち、檮原街道 28. 耽羅紀行 29. 秋田県散歩、飛騨紀行 30. 愛蘭土紀行I 31. 愛蘭土紀行II 32. 阿波紀行、紀ノ川流域 33. 白河・会津のみち、赤坂散歩 34. 大徳寺散歩、中津・宇佐の道 35. オランダ紀行 36. 本所深川散歩、神田界隈 37. 本郷界隈 38. オホーツク街道 39. ニューヨーク散歩 40. 台湾紀行 41. 北のまほろば 42. 三浦半島記 43. 濃尾参州記 | 朝日ビジュアルシリーズ 1. 檮原街道 2. 湖西のみち、近江散歩 3. 白河・会津のみち 4. 高野山みち、紀ノ川流域 5. 三浦半島記 6. 韓のくに紀行 7. 神田界隈、甲州街道 8. 沖縄・先島への道 9. 台湾紀行 10. 長州路 11. 越前の諸道 12. 本郷界隈 13. 肥薩のみち 14. 嵯峨散歩、大徳寺散歩 15. 新潟のみち、佐渡のみち 16. 奈良散歩 17. 壱岐・対馬の道 18. 南伊予・西土佐の道 19. 信州佐久平みち 20. モンゴル紀行 21. 北海道の諸道 22. 竹内街道、葛城みち 23. 叡山の諸道、伊賀と甲賀のみち 24. 北のまほろば、陸奥のみち 25. 播州揖保川・室津みち、神戸散歩 26. 島原・天草の諸道 27. 種子島みち 28. 中国・江南のみち 29. 本所深川散歩、赤坂散歩 30. 芸備の道 31. 北国街道とその脇街道 32. 仙台・石巻 33. オホーツク街道 34. 中津・宇佐のみち、豊後・日田街道 35. 中国・蜀と雲南のみち 36. 横浜散歩 37. 洛北諸道、丹波篠山街道 38. 砂鉄のみち 39. 中国・閩のみち 40. 十津川街道、大和丹生川（西吉野）街道 41. 明石海峡と淡路みち、阿波紀行 42. 熊野・古座街道、堺・紀州街道 43. 羽州街道 44. 耽羅紀行 45. 河内みち、大和・壺坂みち 46. 群上・白川街道と越中諸道、飛騨紀行 47. 肥前の諸街道 48. 秋田県散歩 49. 印幡・伯耆のみち 50. 濃尾参州記 51. 愛蘭土紀行 1 52. 愛蘭土紀行 2 53. 愛蘭土紀行 3 54. オランダ紀行 1 55. オランダ紀行 2 56. オランダ紀行 3 57. 南蛮のみち 1 58. 南蛮のみち 2 59. 南蛮のみち 3 60. ニューヨーク散歩 |

## 放送番組
1997年10月よりNHKで映像ドキュメンタリー『街道をゆく』を放送開始。全シリーズ・DVD等でNHKエンタープライズで販売している。ナレーションは田村高廣による朗読を除き、全てNHKアナウンサーが務めている。
「台湾紀行」を除く作品の大部分が映像化された。

### 出演
- 第1・2シリーズ：朗読 田村高廣、語り 柿沼郭、音楽 冨田勲
- 第3シリーズ：朗読 古屋和雄、語り 岸本多万重、音楽 冨田勲

### 放送日程
- 第1シリーズは1997年10月-翌年3月に、第2シリーズは1998年10月から翌年3月に、NHK総合「NHKスペシャル」で、毎月1回日曜日21:00-21:50に放送（各6話・1回50分）された。なお1997年3月20日にプロローグ編『時空の旅人　司馬遼太郎』が放送された。
- 第3シリーズ（全48話+総集編=実質49話）は、1999年4月-2000年3月に毎週土曜日[2]に特記事項なき場合は23:00-23:30に放送（1回30分　中国シリーズのみ23:45まで45分間）された。

| 話                                                          | 放送日               | タイトル                                           |
| 第1シリーズ（全6話）                                        | 第1シリーズ（全6話） | 第1シリーズ（全6話）                               |
| ----------------------------------------------------------- | -------------------- | -------------------------------------------------- |
| 1-1                                                         | 1997年 10月12日      | 湖西のみち・韓のくに紀行                           |
| 1-2                                                         | 11月9日              | モンゴル紀行                                       |
| 1-3                                                         | 12月7日              | 北のまほろば                                       |
| 1-4                                                         | 1998年 1月11日       | 南蛮のみち                                         |
| 1-5                                                         | 2月15日              | 長州路・肥薩のみち                                 |
| 1-6                                                         | 3月8日               | 本郷界隈                                           |
| 第2シリーズ（全6話）                                        |                      |                                                    |
| 2-1                                                         | 10月4日              | オランダ紀行                                       |
| 2-2                                                         | 11月1日              | 沖縄・先島への道                                   |
| 2-3                                                         | 12月6日              | 奥州白河・会津のみち                               |
| 2-4                                                         | 1999年 1月2日        | オホーツク街道                                     |
| 2-5                                                         | 2月7日               | 十津川街道                                         |
| 2-6                                                         | 3月7日               | 愛蘭土紀行                                         |
| 第3シリーズ（全48話+総集編）                                |                      |                                                    |
| 3-1                                                         | 4月10日              | 三浦半島記                                         |
| 3-2                                                         | 4月17日              | 飛騨紀行                                           |
| 3-3                                                         | 4月24日              | 奈良散歩                                           |
| 3-4                                                         | 5月1日               | 仙台・石巻（23:30-24:00）                          |
| 3-5                                                         | 5月8日               | 中津・宇佐のみち（23:30-24:00）                    |
| 3-6                                                         | 5月15日              | 本所・深川散歩                                     |
| 3-7                                                         | 5月22日              | 南伊予・西土佐の道                                 |
| 3-8                                                         | 5月29日              | 明石海峡と淡路みち                                 |
| 3-9                                                         | 6月5日               | 島原・天草の諸道                                   |
| 3-10                                                        | 6月12日              | 北海道の諸道                                       |
| 3-11                                                        | 6月19日              | 越前の諸道（23:30-24:00）                          |
| 3-12                                                        | 6月26日              | 大徳寺散歩                                         |
| 3-13                                                        | 7月3日               | 信州佐久平みち                                     |
| 3-14                                                        | 7月10日              | 種子島みち                                         |
| 3-15                                                        | 7月17日              | 叡山の諸道（23:30-24:00）                          |
| 3-16                                                        | 7月24日              | 因幡・伯耆のみち                                   |
| 3-17                                                        | 7月31日              | 紀ノ川の流域                                       |
| 3-18                                                        | 8月7日               | 阿波紀行                                           |
| 3-19                                                        | 8月14日              | 甲州街道（23:20-23:50）                            |
| 3-20                                                        | 8月21日              | 神戸散歩                                           |
| 8月28日は特別編成（少年少女プロジェクト特番など）のため休止 |                      |                                                    |
| 3-21                                                        | 9月4日               | 神田界わい                                         |
| 3-22                                                        | 9月11日              | 播州揖保川・室津みち                               |
| 3-23                                                        | 9月18日              | 郡上・白川街道と越中諸道                           |
| 3-24                                                        | 9月25日              | 竹内街道・葛城みち                                 |
| 3-25                                                        | 10月2日              | 芸備のみち                                         |
| 3-26                                                        | 10月9日              | 熊野・古座街道、大和丹生川（西吉野）街道           |
| 3-27                                                        | 10月16日             | 高野山みち                                         |
| 3-28                                                        | 10月23日             | 甲賀と伊賀のみち                                   |
| 3-29                                                        | 10月30日             | 壱岐・対馬の道                                     |
| 3-30                                                        | 11月6日              | 赤坂散歩                                           |
| 3-31                                                        | 11月13日             | 河内みち（23:30-24:00）                            |
| 3-32                                                        | 11月20日             | 羽州街道                                           |
| 3-33                                                        | 11月27日             | 豊後・日田街道                                     |
| 3-34                                                        | 12月4日              | 嵯峨散歩・洛北街道                                 |
| 3-35                                                        | 12月11日             | 佐渡のみち                                         |
| 3-36                                                        | 12月18日             | 丹波篠山街道                                       |
| 3-37                                                        | 12月25日             | 耽羅紀行                                           |
| 2000年1月1日は新春特別編成のため休止                        |                      |                                                    |
| 3-38                                                        | 2000年 1月8日        | 近江散歩                                           |
| 3-39                                                        | 1月15日              | 堺・紀州街道 大和・壺坂みち（23:30-24:00）         |
| 3-40                                                        | 1月22日              | ニューヨーク散歩                                   |
| 3-41                                                        | 1月29日              | 横浜散歩                                           |
| 3-42                                                        | 2月5日               | 中国シリーズ第1話・中国・江南のみち（23:00-23:45） |
| 3-43                                                        | 2月12日              | 同第2話・中国・蜀のみち                            |
| 3-44                                                        | 2月19日              | 同第3話・中国・閩のみち                            |
| 3-45                                                        | 2月26日              | 同第4話・中国・雲南のみち                          |
| 3-46                                                        | 3月4日               | 北国街道とその脇街道                               |
| 3-47                                                        | 3月11日              | 肥前の諸街道                                       |
| 3-48                                                        | 3月18日              | 最終話・濃尾参州記                                 |
| （3-49）                                                    | 3月25日              | 総集編                                             |

## 関連出版
- 『司馬遼太郎の遺産 「街道をゆく」』 朝日文庫、1996年
- 『司馬遼太郎からの手紙』 週刊朝日編集部編、朝日文庫（上下）、2004年
- 司馬遼太郎 『街道をゆく夜話』 朝日文庫、2007年 - 松本健一解説
- 『司馬遼太郎 旅のことば』 朝日新聞社編、朝日選書、2002年／朝日文庫、2012年 - ※以上は別巻著作
- 『「司馬遼太郎・街道をゆく」エッセンス＆インデックス』 朝日新聞社、2001年 - 単行本・文庫判の両用対応
人名・地名など約1万項目の総索引。旧版は『司馬遼太郎「街道をゆく」人名・地名録』（1989年、第31巻まで）
- 松本健一 『司馬遼太郎が発見した日本 「街道をゆく」を読み解く』 朝日新聞社、2006年／朝日文庫、2009年。司馬論をいくつか著した。
- 村井重俊 『街道をついてゆく 司馬遼太郎番の6年間』 朝日新聞出版、2008年／朝日文庫、2011年。担当編集者の回想
- 北山章之助 『司馬遼太郎 旅路の鈴』 日本放送出版協会、2006年。番組担当者の回想
- 『司馬遼太郎の風景』全11巻 〈NHK「街道をゆく」プロジェクト〉日本放送出版協会、1997 - 2000年
- 『司馬遼太郎の街道』 週刊朝日MOOK 全4巻、朝日新聞出版、2015 - 2016年／朝日文庫 全3巻、2020年
- 『司馬遼太郎「街道」の原点　完全保存版』週刊朝日MOOK、朝日新聞出版、2024年
- 須田剋太『街道をゆく 原画集』朝日新聞社、1981年。各・挿画の一部
- 安野光雅『街道をゆく スケッチ集』同、1997年
  - 『台湾小景 街道をゆく スケッチ集』同、1995年
  - 『ニューヨークの落葉 街道をゆく スケッチ集』同、1996年
- 『小林修写真集　司馬遼太郎「街道をゆく」の視点　歩いた風土、見抜いた時代』 朝日新聞出版、2019年